# NGC 5459
NGC 5459 је лентикуларна галаксија у сазвежђу Волар која се налази на NGC листи објеката дубоког неба.
Деклинација објекта је + 13° 7' 57" а ректасцензија 14h 5m 0,1s. Привидна величина (магнитуда) објекта NGC 5459 износи 13,6 а фотографска магнитуда 14,6. NGC 5459 је још познат и под ознакама UGC 9005, MCG 2-36-37, CGCG 74-90, NPM1G +13.0362, PGC 50215.